# Јапански носач авиона Кага
Кага је био тешки флотни носач авиона у јапанској флоти, коришћен у Другом светском рату. Настао је преправком незавршеног бојног брода класе Кага. У почетном периоду рата на Пацифику, заједно са носачем авиона Акаги чинио је главну снагу јапанских носача авиона.

## Историја
Након Руско-јапанског рата, флота победничке стране се налазила у мало бољој позицији од флоте побеђене државе. Нова револуција дреднота, практично је учинила бескорисним флотне саставе свих земаља скоро преко ноћи. То је захтевало у јапанској морнарици приоритет у реализацији изградње нових бродова по програму за попуну флоте. На основу закључака из последњег победоносног рата на мору, одлучено да се изграде бродови по симетричном програму, то јест да постоји симетрија у односу на два основна типа бродова. Изграђени бродови по том програму пре и током Првог светског рата, били су слабији у односу на нове бродове Британске империје и Сједињених Америчких Држава, на које се гледало као највероватније противнике у подели утицаја на Пацифику. Додатну забринутост у јапанском Адмиралштабу изазвала је изјава америчког председника 1916. године, да ће да се крене са изградњом 16 нових бродова дреднота - бојни бродови и бојни крсташи. Током 1917. године су се раматрале варијанте одговора на амерички бродоградитељски програм из 1916. године. По предложеној и развијеној варијанти адмирала Томосабуро Катоа, за изградњу 8 бојних бродова са главном артиљеријом од 406 mm, почело се са градњом 2 бојна брода класе Нагато, 2 бојна брода класе Кага и 4 бојна брода класе Ки. Сви они, осим већ уведеног у строј Нагатоа и дипломатским путем спашеног Муцуа, требало је да се подвргну уништењу, услед донетог решења на Вашингтонској поморској конференцији. Ки и Овари били су започети са градњом у време саме конференције и њихови трупови су били тек у стадијуму градње, кад је градња обустављена. Друга два брода тог типа (Хирага и Кашино) нису ни започета. Кага и Тоса били су у напреднијем стадијуму бродоградње - 76% и 72% изграђени, но и они су отказани 5. фебруара 1922. године. Након јаког земљотреса 1923. године, у коме је у доку током радова оштећен Амаги, одлучено је да уместо њега Кага буде завршен као носач авиона. 
По новом пројекту за носач авиона, одлучено је да се искористи већ готов труп брода. Као и на Акагију главна палуба била је одређена за бомбардере, а две мање полетне палубе у предњем делу, одређене су за ловачке авионе. Оне су биле директно повезане са две хангарне палубе. Карактеристично за брод, били су његови димњаци. Како би се избегло задимљавање полетних палуба, димњаци су ишли дуж оба бока брода, испод нивоа главне палубе и завршавали су се на крми. Као и на Акагију по пројекту није предвиђена острвска надградња. Погонски котлови су остали исти, с тим што је предње котловско одељење премештено, како би се ослободило место за хангар. Бродска артиљерија се састојала од 10 нових топова 203 mm, који су се налазили и на крстарицама класе Фурутака. Шест топова се налазило у засебним куполама на крми (по 3 са сваке стране брода), а 4 су била на прамцу у две двоцевне куполе. Против-авионска артиљерија се налазила на специјално направљеним платформама на нивоу другог хангара.

## Тактичко-Технички подаци
|                            | Пре модернизације                  | После модернизације (1936)    |
| -------------------------- | ---------------------------------- | ----------------------------- |
| Стандардна тежина:         | 26.000 тона                        | 38.200 тона                   |
| Пуна тежина:               | 33.693 тона                        | 42.541 тона                   |
| Дужина:                    | 230,00 метара                      | 240,00 метара                 |
| Ширина:                    | 29,60 метара                       | 32,50 метара                  |
| Газ (средњи):              | 7,90 метара                        | 9,50 метара                   |
| Полетна палуба:            | 171,20×30,50 метара (главна)       | 248,60×30,50 метара           |
| Погон:                     | 12 котлова „Канпон“                | 8 котлова „Канпон“            |
| Снага:                     | 91.000 КС (4 парне турбине)        | 127.400 КС (4 парне турбине)  |
| Брзина:                    | 27,5 чворова                       | 28,34 чворова                 |
| Даљина пловљења:           | 5.500 наутичких миља/16 чвора      | 8.600 наутичких миља/16 чвора |
| Количина горива:           | 1.700 тона угља + 3.600 тона нафте | 5.300 тона нафте              |
| Посада:                    | 1.340 људи                         | 2.016 људи                    |
| Главна артиљерија:         | 2×2 + 6×1 топа 203/50              | 10×1 топа 203/50              |
| Универзална артиљерија:    | 6×2 топа 120/45 mm                   | 8×2 топа 127/40               |
| Противавионска артиљерија: | -                                  | 12×2 топа 25/60               |
| Митраљези:                 | 11×2 митраљеза 13/76 mm              | -                             |
| Авио-група:                | 60                                 | 66+26                         |
| Ловци:                     | 16 А1Н2                            | 12+4 А5М2                     |
| Обрушавајући бомбардери:   | -                                  | 18+6 Д1А2                     |
| Торпедоносци:              | 28 2МТ1                            | 36+16 Б4Ј1                    |
| Извиђачки авиони:          | 16 2МР1                            | -                             |

## Модернизација
Током 1931. године на Каги је, истовремено кад и на Акагију, на десном боку у предњем делу главне полетне палубе направљен је мали отвор, одакле се лакше управљало авионима из авио-групе приликом полетања и слетања на носач авиона. Од септембра 1934. до 10. јуна 1936. године брод је из основе модернизован у бродоградилишту у Сасебу. Полетна палуба је повећана и појачана, а допунско стајалиште за ловце у предњем делу брода је уклоњено. Реконструисан и увеличан је и хангар, како би могао да прими нове типове авиона. Брод је добио 8 нових котлова, искључиво на течна горива - нафту, и 4 нове турбине „Гихон“. На тај начин, повећана је брзина брода, а радијус дејства је достигао 8.600 наутичких миља при економичној брзини од 16 чворова. Два димњака са стране брода, за издувне гасове из котлова су склоњена, а постављен један на десном боку, савијен према воденој површини, што је било традиција за јапанске носаче авиона. Против-авионско наоружање на броду, такође је било модернизовано. Универзални топови су замењени са 8 двоцевних топова 127 mm, а уместо против-авионских митраљеза 13 mm, постављена су 12 двоцевна против-авионска топа 25 mm. На десном боку је постављена острвска надградња поред отвора за управљање полетањем и слетањем авиона. Састав авио-групе се више пута мењао. Током 1941. године у саставу авио-групе је било: 14+4 А6М2, 32+16 Б5Н2 и 18+6 Д3А1. За авреме ремонта маја 1942. године, уклоњена су 2 двоцевна топа 127 mm, а у саставу авиогрупе су били: 18+9 А6М2, 18 Д3А1 и 27 Б5Н2.
- „Носач авиона Кага пре модернизације”. Архивирано из оригинала 29. 9. 2007. г.
- „Носач авиона Кага после модернизације”. Архивирано из оригинала 29. 9. 2007. г.

## Служба
Кага је уписан у списак Здружене флоте 31. марта 1928. године у укључен је у састав 2. дивизије носача авиона. Од септембра 1929. године до октобра 1933. године дејствује у саставу 1. дивизије носача авиона, а онда је пребачен у резерву и послат на модернизацију, која је трајала до 10. јуна 1936. године у бродоградилишту у Сасебу. Након завршене модернизације брод је поново прикључен 1. дивизији носача авиона. У периоду јануар-фебруар 1939. године брод узима учешће у Јапанско-кинеском сукобу. Током 1940. године пролази плански ремонт. Узима учешће у припреми и нападу на америчку базу Перл Харбор. Са његове палубе је у првом таласу узлетело 36 авиона (9 А6М2, 15 Б5Н2 и 12 Д3А1), а у другом таласу 27 авиона (9 А6М2 и 18 А6М2). По завршеном нападу брод се враћа у метрополу. Од 8. до 14. јануара 1942. године базира у луци на острву Трук.
Дана, 20. јануара 1942. године узима учешће у операцији флоте на Рабаул и Нову Гвинеју, а 21. јануара 25 авиона са носача авиона Кага (7 А6М2 и 18 Б5Н2) учествује у нападу на Кавиенг. Следећег дана, 24 његова авиона (6 А6М2 и 18 Б5Н2) поново напада Рабаул. Након тога брод базира на острву Трук и Палау као саставни део 1. дивизије носача авиона. Током 19. и 21. фебруара 1942. године авиони са носача Кага нападају аеродроме у Кендари и Дарвину, у склопу Индонезијске операције. Дана, 5. марта 1942. године 45 авиона са Каге напада Чилачап, а затим брод базира у заливу Старинг. Крајем марта одлази на краћи ремонт у Сасебо. Узима учешће у опирацији „МИ", познатијој као Мидвејска битка где 4. јуна 1942. бива погођен са 4 бомбе, а још 7 падају у његовој непосредној близини. То се све догодило у времену када су се на носачу Кага спремали авиони за напад на откривену америчку флоту. Док је брод био сав у пламену, једна америчка подморница врши неуспешан напад на њега. Брод тоне у 19:25 након експлозије цистерне са авио-бензином. У тој његовој последњој бици, против-авионци са Каге и његови ловачки авиони су оборили укупно 36 америчких авиона. 